# Волжский переулок (Одесса)
Волжский переулок — улица в Одессе, в исторической части города Сахалинчик, от Старосенной площади до переулка Чехова.

## История
Первоначальное название переулка — Александровский.